# Boulevard de la Victoire
Le boulevard de la Victoire est un axe urbain de la ville de Strasbourg.

## Situation et accès
Le boulevard est situé à la limite entre les quartiers de la Krutenau et de l’Esplanade au Sud et de la Neustadt au Nord. Construit dans les années 1890, il est remanié dans les années 1990 pour accueillir le nouveau tramway de Strasbourg.
D'une longueur de 900 m, orienté Ouest / ESE, c'est un axe important bordé de bâtiments remarquables. Il relie le Pont Royal à l'Ouest au quartier de l'Esplanade à l'Est.
Deux stations de tramway sont situées sur le Boulevard : Université et Observatoire. Les deux sont inaugurées en septembre 2000. La première tire son nom de sa proximité avec l'Université de Strasbourg, la seconde de sa proximité avec l'Observatoire de Strasbourg.
Entre 2000 et 2007, ces stations sont desservies uniquement par la Ligne C. À partir de cette date, elles sont également desservies par la Ligne E. En 2010, la création de la Ligne F amène une nouvelle desserte, et entraîne la requalification de la station Observatoire en pôle d'échange avec la construction du tronçon Observatoire - Place d'Islande.
Le boulevard est comporte également une station de bus proche desservie par les lignes 2 et L1 au niveau de la station de tramway Observatoire. Une autre station, au niveau de l'arrêt de tramway Gallia (située sur le Pont Royal), est desservie par les lignes 10 et 30.
Observatoire est l'une des stations les plus fréquentées du réseau[réf. nécessaire], en raison de sa proximité avec l'Université de Strasbourg, le Campus de l'Esplanade, le Pôle européen de gestion et d'économie et l'Institut d'études politiques.

## Monuments historiques et bâtiments remarquables
- Bains municipaux de Strasbourg : Construits de 1905 à 1908, ils sont classés à l'inventaire complémentaire des monuments historiques.
- L'Institut national des sciences appliquées
- Le n°11 : deux immeubles « faux-jumeaux » construits par W. Jerschke en 1893
- Le Musée zoologique de la ville de Strasbourg
- Le Lycée Jean-Rostand de Strasbourg
- Le couvent des Dominicains
- Le parc de l'Observatoire de Strasbourg